# Angels Like You
«Angels Like You» —en español: «Ángeles como tú»— es una canción de la cantante estadounidense Miley Cyrus, perteneciente a su séptimo álbum de estudio Plastic Hearts, lanzado el 27 de noviembre de 2020 por RCA Records. Fue escrita por Cyrus, Ali Tamposi, Ilsey Juber y Jon Bellion, junto a los productores de la canción Louis Bell y Andrew Watt. Fue lanzada como el tercer y último sencillo del álbum el 12 de marzo de 2021, también fue el último sencillo de Cyrus con RCA, terminando su contrato después de 8 años; para firmar con Columbia Records.
Un video musical de «Angels Like You» fue lanzado el 8 de marzo de 2021. Contiene imágenes tomadas de la actuación de Cyrus antes del juego del Super Bowl el 7 de febrero de 2021.

## Antecedentes
«Angels Like You» fue originalmente lanzado el 27 de noviembre de 2020 como parte del séptimo álbum de estudio de Cyrus, Plastic Hearts. Un video musical de la canción fue lanzado el 8 de marzo de 2021. Fue enviada a las estaciones de radio de Australia, como el tercer sencillo del álbum, cuatro días después. La estación de radio británica BBC Radio 1 agregó a «Angels like You» a la 'rotación' el 20 de marzo, y Sony Music la envió a las estaciones de éxitos contemporáneas en Italia el 9 de abril de 2021.

## Composición
Se especuló que la letra de «Angels Like You» fuese sobre Kaitlynn Carter, quien tuvo una corta relación con Cyrus en 2019.

## Recepción comercial
«Angels Like You» alcanzó el puesto número uno en la lista de canciones de Filipinas de Billboard el 17 de junio de 2023 y permaneció allí durante cuatro semanas consecutivas, duplicando la cantidad de semanas en la cima de «Flowers», la que se mantuvo dos semanas en el puesto número uno.

## Video musical
El video oficial de la canción fue lanzado el 8 de marzo de 2021. El video fue grabado el 7 de febrero de 2021, en la presentación de Cyrus en el espectáculo previo al show de medio tiempo del Super Bowl. Al final del video, Cyrus agradeció la vacuna contra la COVID-19.

## Créditos y personal
Créditos adaptados de Tidal.
- Miley Cyrus – voz, voz de apoyo, composición, producción ejecutiva
- Andrew Watt – composición, producción, producción ejecutiva, voz de apoyo, bajo, batería, guitarra, teclados
- The Monsters & Strangerz – producción, voz de apoyo, teclados
- Jordan K. Johnson – composición
- Marcus Lomax – composición
- Stefan Johnson – composición
- Ali Tamposi – composición
- Jonathan Bellion – composición, voz de apoyo, producción adicional
- Michael Pollack – composición, voz de apoyo
- Paul LaMalfa – ingeniería
- Şerban Ghenea – mezclado
- John Hanes – ingeniería de mezcla
- Randy Merrill – masterización

## Posicionamiento en listas

### Semanales
| País (Lista 2020-2023)                     | Mejor posición | Ref    |
| ------------------------------------------ | -------------- | ------ |
| Argentina (Argentina Hot 100)              | 84             | [ 15 ] |
| Australia (ARIA)                           | 92             | [ 16 ] |
| Bélgica (Ultratip Bubbling Under Flanders) | 1              | [ 17 ] |
| Canadá (Canadian Hot 100)                  | 55             | [ 18 ] |
| Eslovaquia (Singles Digital – Top 100)     | 93             | [ 19 ] |
| Estados Unidos (Bubbling Under Hot 100)    | 7              | [ 20 ] |
| Filipinas (Billboard)                      | 1              | [ 11 ] |
| Global 200 (Billboard)                     | 73             | [ 21 ] |
| Global Excl. U.S. (Billboard)              | 48             | [ 22 ] |
| Indonesia (Billboard)                      | 4              | [ 23 ] |
| Islandia (Tonlist)                         | 37             | [ 24 ] |
| Irlanda (IRMA)                             | 43             | [ 25 ] |
| Lituania (AGATA)                           | 69             | [ 26 ] |
| Malasia (Billboard)                        | 4              | [ 27 ] |
| Malasia (RIM International)                | 2              | [ 28 ] |
| Países Bajos (Nederlandse Top 40)          | 21             | [ 29 ] |
| Países Bajos (Mega Single Top 100)         | 51             | [ 30 ] |
| Portugal (AFP)                             | 71             | [ 31 ] |
| Reino Unido (UK Singles Chart)             | 66             | [ 32 ] |
| República Checa (Rádio – Top 100)          | 1              | [ 33 ] |
| Singapur (Billboard)                       | 12             | [ 34 ] |
| Singapur (RIAS)                            | 12             | [ 35 ] |
| Suecia (Sverigetopplistan)                 | 17             | [ 36 ] |
| Suiza (Schweizer Hitparade)                | 91             | [ 37 ] |

### Anuales
| País (Lista 2021)                 | Mejor Posición | Ref    |
| --------------------------------- | -------------- | ------ |
| Países Bajos (Nederlandse Top 40) | 99             | [ 38 ] |
| País (Lista 2023)                 | Mejor Posición | Ref    |
| Global Excl. U.S. (Billboard)     | 166            | [ 39 ] |

## Certificaciones
| País (Organismo certificador) | Certificaciones | Ventas certificadas | Ref.   |
| ----------------------------- | --------------- | ------------------- | ------ |
| Australia (ARIA)              | Oro             | 35 000              | [ 41 ] |
| Brasil (Pro-Música Brasil)    | 2× Diamante     | 320 000             | [ 42 ] |
| Dinamarca (IFPI Dinamarca)    | Oro             | 45 000              | [ 43 ] |
| España (PROMUSICAE)           | Platino         | 60 000              | [ 44 ] |
| Estados Unidos (RIAA)         | Platino         | 1 000               | [ 45 ] |
| Francia (SNEP)                | Oro             | 100 000             | [ 46 ] |
| México (AMPROFON)             | Platino+Oro     | 210 000             | [ 47 ] |
| Nueva Zelanda (RMNZ)          | Platino         | 30 000              | [ 48 ] |
| Polonia (ZPAV)                | Oro             | 25 000              | [ 49 ] |
| Reino Unido (BPI)             | Oro             | 400 000             | [ 50 ] |

## Historial de lanzamiento
| País      | Fecha               | Formato                | Discográfica | Ref   |
| --------- | ------------------- | ---------------------- | ------------ | ----- |
| Australia | 12 de marzo de 2021 | Contemporary hit radio | Sony Music   | [ 6 ] |
| Italia    | 9 de abril de 2021  | Contemporary hit radio | Sony Music   | [ 8 ] |